# Elionor de Aguilar
Berenguela Leonor Yáñez de Aguilar (v.1281-1 d'abril de 1337), coneguda com a Elionor de Aguilar o Elionor de Cabrera a la Catalunya de la Baixa edat mitjana, era una dama castellana, senyora d'Aguilar de la Frontera (Còrdova).
Era la filla segona de Gonzálo Yáñez Dovinhal, primer senyor d'Aguilar de la Frontera i de Berenguela Folc de Cardona. El seu germà gran era Gonzalo Yáñez de Aguilar, segon senyor d'Aguilar de la Frontera.
|  |                               |  |  |  |  |  |  |  |  |  |  |  |  |  |  |  |
|  | 4. Juan Gómez Dovinhal        |  |  |  |  |  |  |  |  |  |  |  |  |  |  |  |
|  |                               |  |  |  |  |  |  |  |  |  |  |  |  |  |  |  |
|  |                               |  |  |  |  |  |  |  |  |  |  |  |  |  |  |  |
|  | 2. Gonzalo Yáñez Dovinhal     |  |  |  |  |  |  |  |  |  |  |  |  |  |  |  |
|  |                               |  |  |  |  |  |  |  |  |  |  |  |  |  |  |  |
|  |                               |  |  |  |  |  |  |  |  |  |  |  |  |  |  |  |
|  | 1. Elionor de Aguilar         |  |  |  |  |  |  |  |  |  |  |  |  |  |  |  |
|  |                               |  |  |  |  |  |  |  |  |  |  |  |  |  |  |  |
|  |                               |  |  |  |  |  |  |  |  |  |  |  |  |  |  |  |
|  | 3. Berenguela Folc de Cardona |  |  |  |  |  |  |  |  |  |  |  |  |  |  |  |
|  |                               |  |  |  |  |  |  |  |  |  |  |  |  |  |  |  |
|  |                               |  |  |  |  |  |  |  |  |  |  |  |  |  |  |  |

## Núpcies i descendents
Es va casar amb Bernat I de Cabrera, vescomte de Cabrera i senyor del castell d'Anglès, vers el 1290 i va tenir un fill, Bernat II de Cabrera, un dels consellers de Pere III el Cerimoniós.
El 1333 Elionor dictà testament, i sembla que va morir pels volts de 1337.

## Capella de Sant Rafel
Gran devota, va finançar la construcció de la capella de Sant Rafael al claustre de la Catedral de Girona. Així mateix, va estipular en vida un benefici anual en pro de la mencionada capella i del capellà que la guardava, benefici que es duplicava en l'aniversari de la seva mort.
El 1331, havia obtingut llicència del Capítol catedralici per a edificar la capella. A més, hi va fundar un benefici presbiteral dotat amb 400 sous i un altar dedicat als arcàngels, on va sufragar una làmpada per tal que cremés dia i nit. Aquesta fundació també fou gravada en la inscripció. Segons el testament, també va llegar 100 sous a la Catedral per pagar les misses que es resessin el dia de la seva mort.
Elionor de Aguilar resta enterrada en un sepulcre a la mencionada capella. Va deixar dit que s'esculpís una inscripció a la seva làpida funerària:
| «                  | Hic jacet nobilis domina Dompna Eleonor de CAPRARIA, MATER NOBILIS VICECOMITIS DE CAPRARIA, QUE FUIT ORIUNDA DE CASTELLA, CUIUS PATER FUIT D. DE AQUILARIO | » |
| — Làpida funerària | |   |

El text i els escuts d'armes esculpits a la sepultura remarquen el llinatge de la dama: els Cabrera per casament, els Aguilar per part de pare i els Cardona per part de mare.
No es pot establir la data d'inici de la construcció de la capella, però va ordenar als seus marmessors que el dia que morís encarreguessin la realització de la sepultura. En resultà una caixa sepulcral decorada amb arcuacions i figures d'orants esculpides, en la qual destaca la imatge escultòrica de la dama al damunt de la tapa. És una imatge viva i realista de la difunta jacent, amb el cap damunt d'un coixí, i recolzant als peus damunt de dos gossos que sostenen també dues figures humanes. L'escultura és de tal realisme que permet distingir, per exemple, l'agulla que sosté la toga que li cobreix el cap. Malauradament, es desconeix l'autoria de l'obra. En el seu testament també va especificar un llegat de 10 sous al mestre que piqués –esculpís- el dia de la seva mort en el seu sepulcre i de 5 al clergue que ho escrivís al llibre d'aniversaris de la Catedral.
La relació d'Elionor amb la Seu té continuïtat en altres llegats pietosos que va establir en el seu testament: donà diners per a la Creu i les obres de la Seu i, també per a les seves confraries i per a la celebració de misses. A més, fundà una almoina de pa anual per als pobres i una de tela, el 1336, quan ja devia pressentir la seva mort. Però la pietat d'aquesta dama es va estendre més enllà dels murs del claustre gironí: establí llegats pietosos a les principals institucions benèfiques i religioses de la ciutat i dels dominis dels Cabrera. El testament d'Elionor és tan prolífic en donacions que permet d'establir un mapa detallat dels centres assistencials i conventuals que més atreien la pietat gironina de l'època.
Elionor fou una dona religiosa, ho denoten els seus actes i llegats, però val la pena assenyalar també la seva forta idea de llinatge. En la seva sepultura deixà constància de qui va ser el seu fill i de qui foren els seus pares. A més, en el seu testament Elionor també es recordà dels seus descendents, que eren part del llinatge i els quals estaven vinculats a famílies nobles de la zona i a institucions monàstiques i conventuals de renom. Algunes de les seves filles i netes, per exemple, van ser monges dels monestirs de Vallbona, de Sixena i també de Pedralbes.